# Lomma
Lomma est le centre administratif et plus grande localité de la commune de Lomma, dans le comté de Scanie, dans le sud de la Suède. La localité existe depuis au moins l'an 1085. C'était alors une ville, servant de port naturel pour l'ancienne ville d'Uppåkra, puis de sa remplaçante Lund, alors important centre de la Scanie. Mais elle perdit rapidement ce statut de ville au profit de Malmö.

## Personnalités
- Roger Ljung (1966-), footballeur suédois
- Oscar Uddenäs (2002-), footballeur suédois